# Summer Lovers
Summer Lovers is een Amerikaanse romantische komediefilm uit 1982, geregisseerd door Randal Kleiser. De film speelt zich af op het Griekse eiland Santorini met name in het dorp Oia.

## Rolverdeling
| Acteur                 | Personage          |
| ---------------------- | ------------------ |
| Peter Gallagher        | Michael Pappas     |
| Daryl Hannah           | Cathy Featherstone |
| Valérie Quennessen     | Lina Broussard     |
| Barbara Rush           | Jean Featherstone  |
| Carole Cook            | Barbara Foster     |
| Hans van Tongeren      | Jan Tolin          |
| Lydia Lenosi           | Aspa               |
| Vladimiros Kiriakidis  | Yorghos            |
| Carlos Rodriguez Ramos | Cosmo              |
| Henri Behar            | Phillippe          |
| Janie Benjamin         | Trish Saunders     |
| Rika Dialina           | Monica             |
| Andreas Filipidis      | Andreas            |
| Hilary Shepard         |                    |